# Balga (oblast de Kaliningrad)
Pour les articles homonymes, voir Balga.
Balga (Бальга) est une localité en Russie baltique (oblast de Kaliningrad) connue pour les ruines de son château fort teutonique. Elle se situe au bord de la lagune de la Vistule à côté de Mamonovo (anciennement Heiligenbeil) à 30 km au sud-ouest de Kaliningrad dans le raïon de Bagrationovsk. L'ancienne commune rurale de Balga, du temps de la province de Prusse-Orientale, située à côté du château, formait un petit village dénommé depuis 1946 Vessioloïe (ce qui signifie joyeux, en russe) qui est tombé peu à peu à l'abandon et qui n'existe plus aujourd'hui.

## Historique

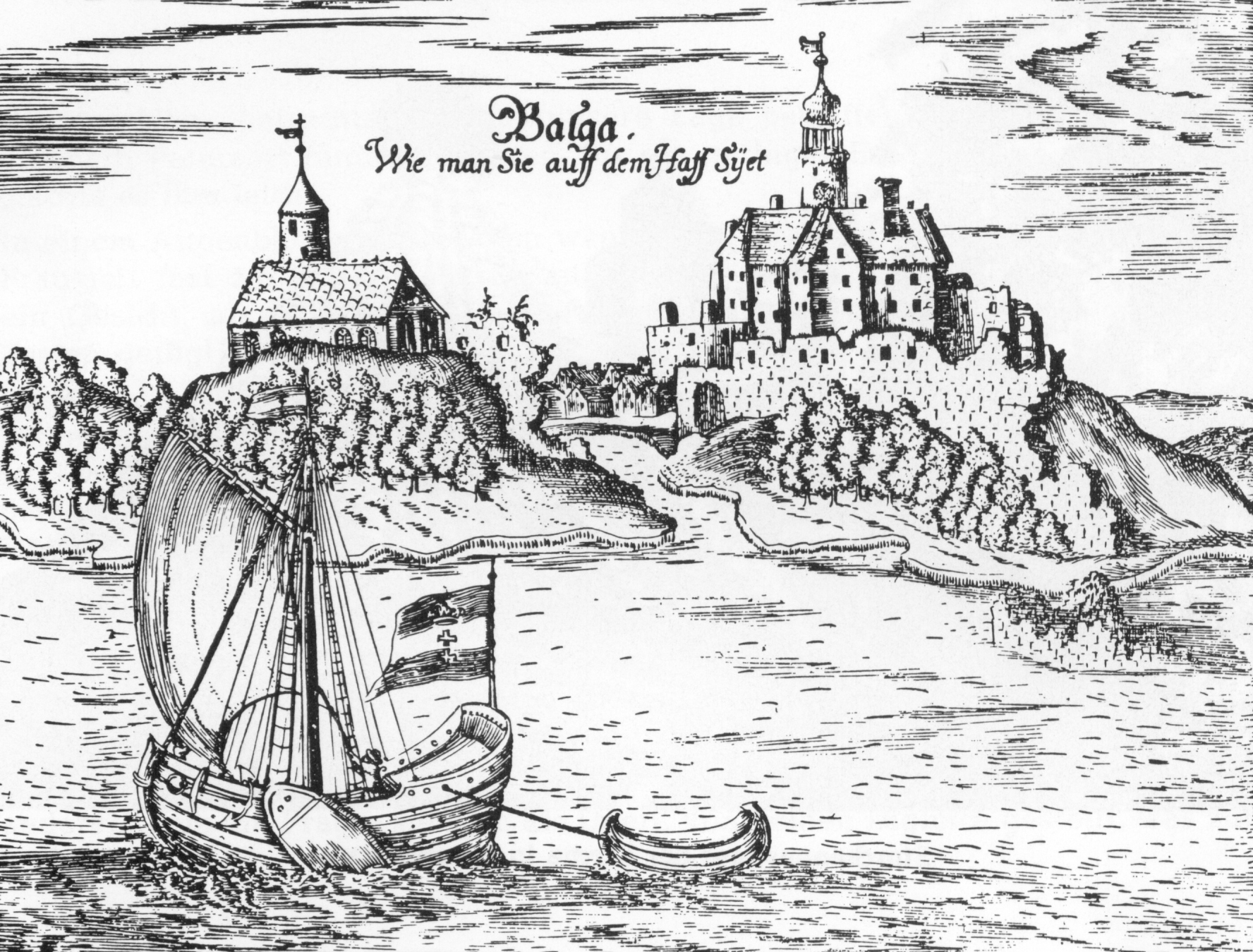
Balga au XVIe siècle

Il existait au début du XIIIe siècle une maison fortifiée du nom de Balga (ce qui signifie fort en vieux-prussien). Le margrave de Misnie Henri III l'Illustre envoie deux navires pour s'emparer de la fortification et dans les mois suivants le château actuel est construit par les chevaliers teutoniques, sous les ordres de Dietrich von Bernheim, pour surveiller la navigation de la lagune de la Vistule (en allemand : Frisches Haff), tandis que les tribus païennes borusses de la région sont peu à peu soumises. Le duc Othon Ier de Brunswick fait parvenir des fonds et des hommes pour la construction du château terminé en 1239. C'est le château de l'Ordre Teutonique le plus ancien de l'oblast russe actuel.
Le château de Balga sert de commanderie de 1250 à 1499 et joue aussi un rôle militaire et commercial de première importance pour la surveillance de la région et de la lagune. Lorsque le duc de Prusse donne la Sambie (Samland) comme diocèse à Georg von Polentz (de) (1478-1550), qui abjure le catholicisme pour devenir le premier évêque luthérien de la région, il fait de Balga sa résidence, et il y demeure de 1526 à 1550.
Pendant la Guerre du Nord, le roi Gustave II Adolphe de Suède s'en sert comme dépôt pour approvisionner ses troupes. Le château est ensuite partiellement démoli pour fortifier le port de Pillau qui prend une importance plus stratégique. Un domaine agricole et un petit village, du nom de Balga avec une petite église luthérienne, dépendent à cette époque du château. Le roi Frédéric-Guillaume de Prusse l'offre en 1736 à Johann von Buddenbrock (de).
Le village de Balga, et son château, appartient administrativement jusqu'en mars 1945 au district de Königsberg et à l'arrondissement d'Heiligenbeil. C'est aussi une paroisse luthérienne-évangélique et une commune rurale dont dépendent de petits villages et hameaux alentour. Le village avait 850 habitants en 1906. Le château est partiellement restauré au cours du XIXe siècle et, en 1927, il est décidé d'en faire un musée pour attirer les touristes avec des documents et des pièces de collection concernant l'Ordre teutonique.
Pendant la campagne de Prusse-Orientale de l'hiver 1945, le château se trouve à proximité de la poche d'Heiligenbeil sous les bombardements soviétiques. De nombreux soldats de la IVe Armée et des civils s'enfuient des berges en bas du château (dont Richard von Weizsäcker) en mars 1945. Le château est à nouveau en ruines aujourd'hui et les dernières maisons ont disparu dans les années 1970.

## Commanderie de Balga

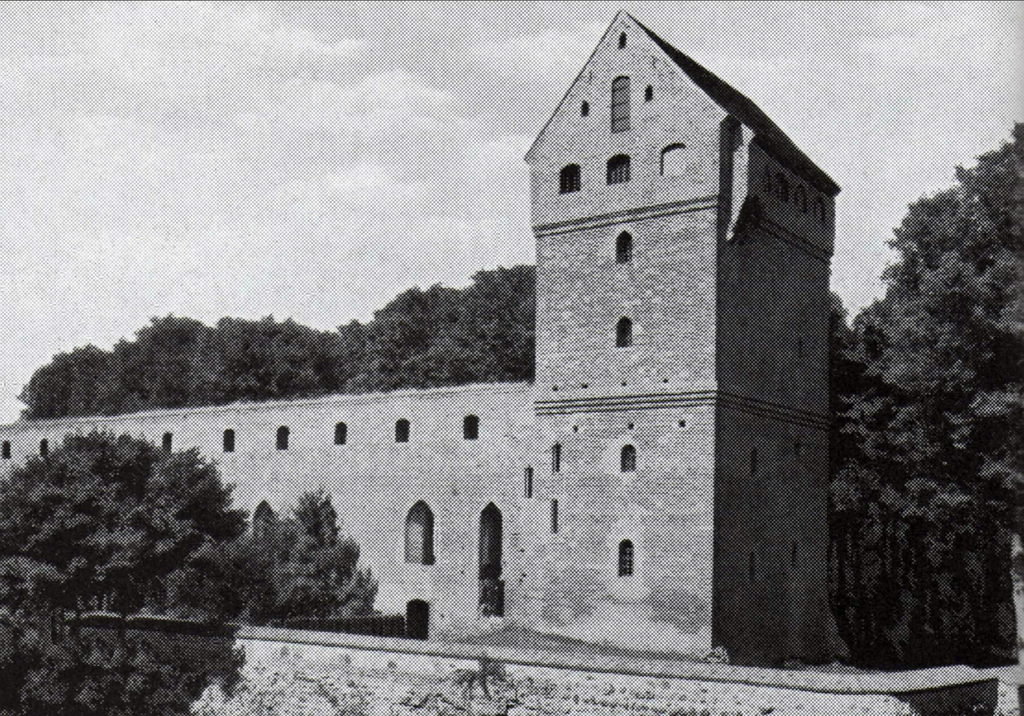
Vue du château en 1931

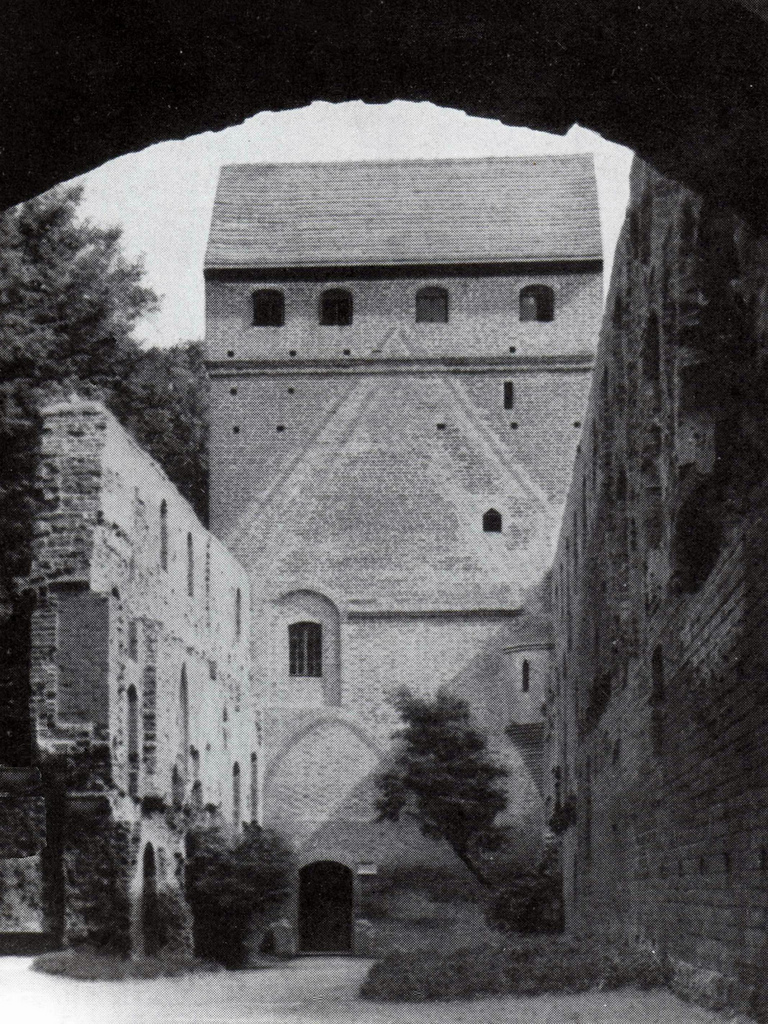
Le donjon en 1931

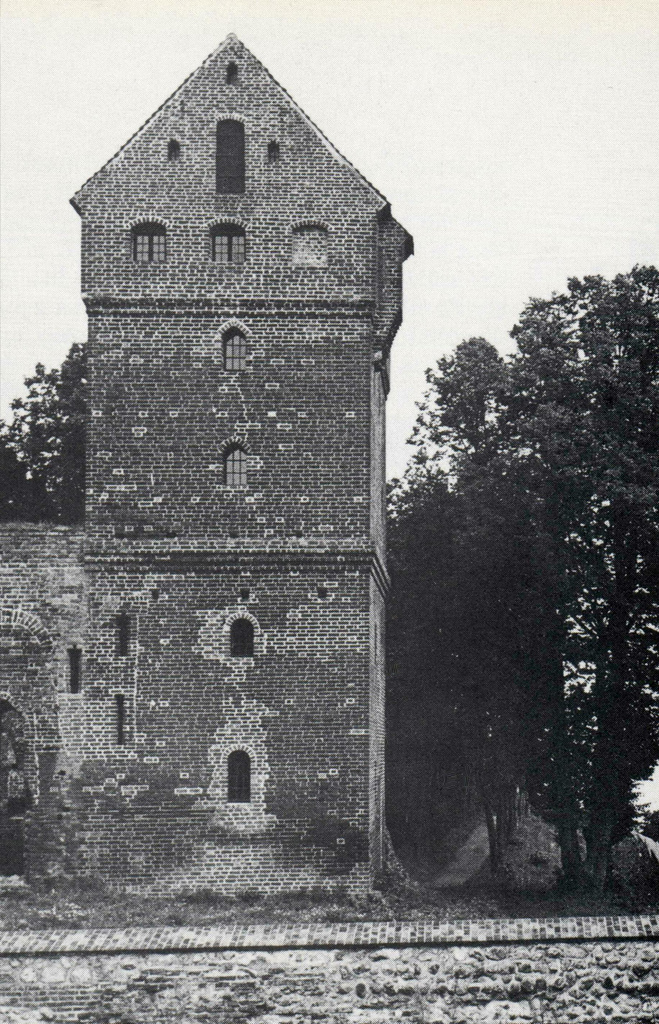
Tour en 1931

La commanderie a été dirigée par les maîtres suivants:
- 1250-1251, Meingot
- 1257, Werner III von Battenberg (de)
- 1258, Bertold von Nordhausen
- 1262, Dietrich Roth
- 1268, Heinrich
- 1276-1277, Dietrich Roth
- 1278, Berlewin
- 1279-1283, Helwig von Goldbach
- 1284, Dietrich von Speyer
- 1284-1285, Hartung
- 1288-1289, Bertold von Bruhaven
- 1289-1292, Heinrich von Dobien
- 1292-1296, Heinrich von Zuckschwert
- 1296, Heinrich von Werderthau
- 1296-1300, Siegfrid von Rechberg
- 1303, Hermann
- 1304, Heinrich von Plötzke
- 1308-1312, Heinrich von Eisenburg
- 1313-1321, Gunther von Arnstein
- 1322-?, Albrecht von Ora
- 1325-1331, Dietrich von Altenburg
- 1331, Heinrich Reuß von Plauen
- 1332-1337, Heinrich von Muro
- 1337-1341, Dietrich von Speyer
- 1342-1343, Winrich von Kniprode
- 1343-1346, Dietrich von Blumenstein
- 1343, Siegfrid von Dahenfeld
- 1346-1348, Ortulf von Trier
- 1349-1353, Eckhart von Kulling
- 1354-?, Werner von Rundorf
- 1356-1360, Henning Schindekopf (de)
- 1361-1372, Ulrich Fricke
- 1372-1374, Gottfried von Linden
- 1374-1382, Dietrich von Elner
- 1382-1383, Marquart von Larheim
- 1383-1387, Friedrich von Egloffstein
- 1387-1392, Arnold von Burgeln
- 1392-1396, Konrad von Kyburg
- 1396-1404, Ulrich von Jungingen
- 1404-1410, Johann von Sayn
- 1410-1412, Friedrich von Zollern
- 1412-1418, Ulrich Zenger
- 1419-1424, Helferich von Drahe
- 1426-1431, Jost von Strupperg
- 1431-1432, Heinrich von Seppenrode
- 1432-1437, Erasmus von Fischborn
- 1437-1440, Tammon Wolf von Spanheim
- 1440-1441, Heinrich Reuß von Plauen
- 1441-1452, Eberhard von Wesenthau
- 1452-1459, Heinrich Solr von Richtenberg
- 1459-1481, Siegfried Flach von Schwarzburg
- 1481-1488, Erasmus von Reitzenstein
- 1488-1495, Hieronymus von Gebsattel
- 1495-1499, Heinrich Reuß von Plauen

## Démographie
Recensements et estimations de la population,:
|      | \| 1906 \| 1910 \| 1933 \| 1939 \| \| ---- \| ---- \| ---- \| ---- \| \| 850 \| 702 \| 729 \| 753 \| |      |      |
| 1906 | 1910                                                                                                 | 1933 | 1939 |
| 850  | 702                                                                                                  | 729  | 753  |

## Notes et références

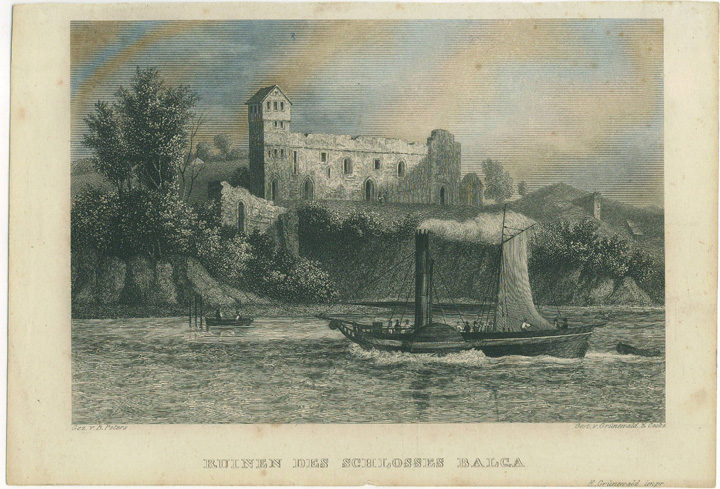
Vue du château vers 1850